# Památník Karla Marxe

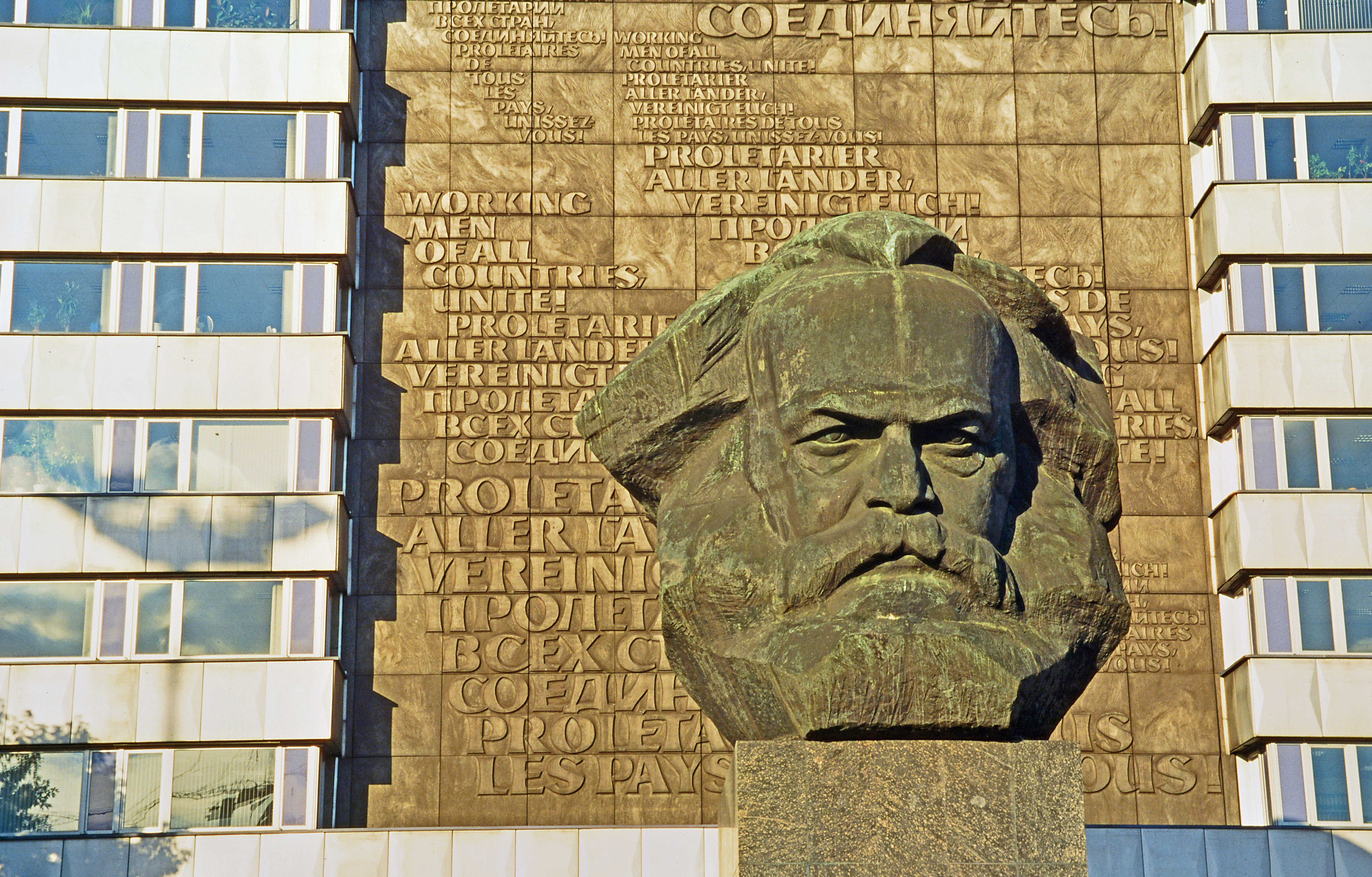
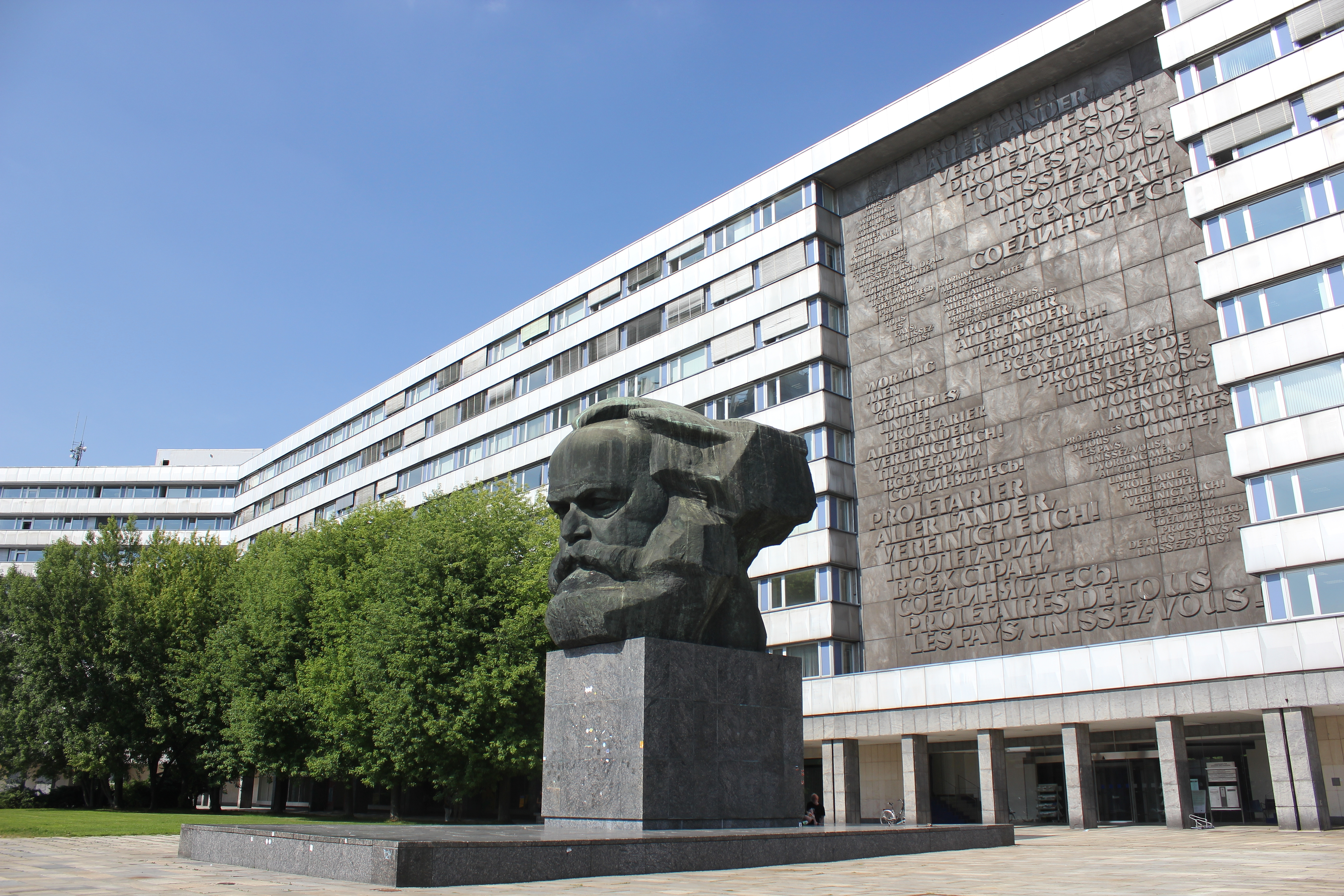
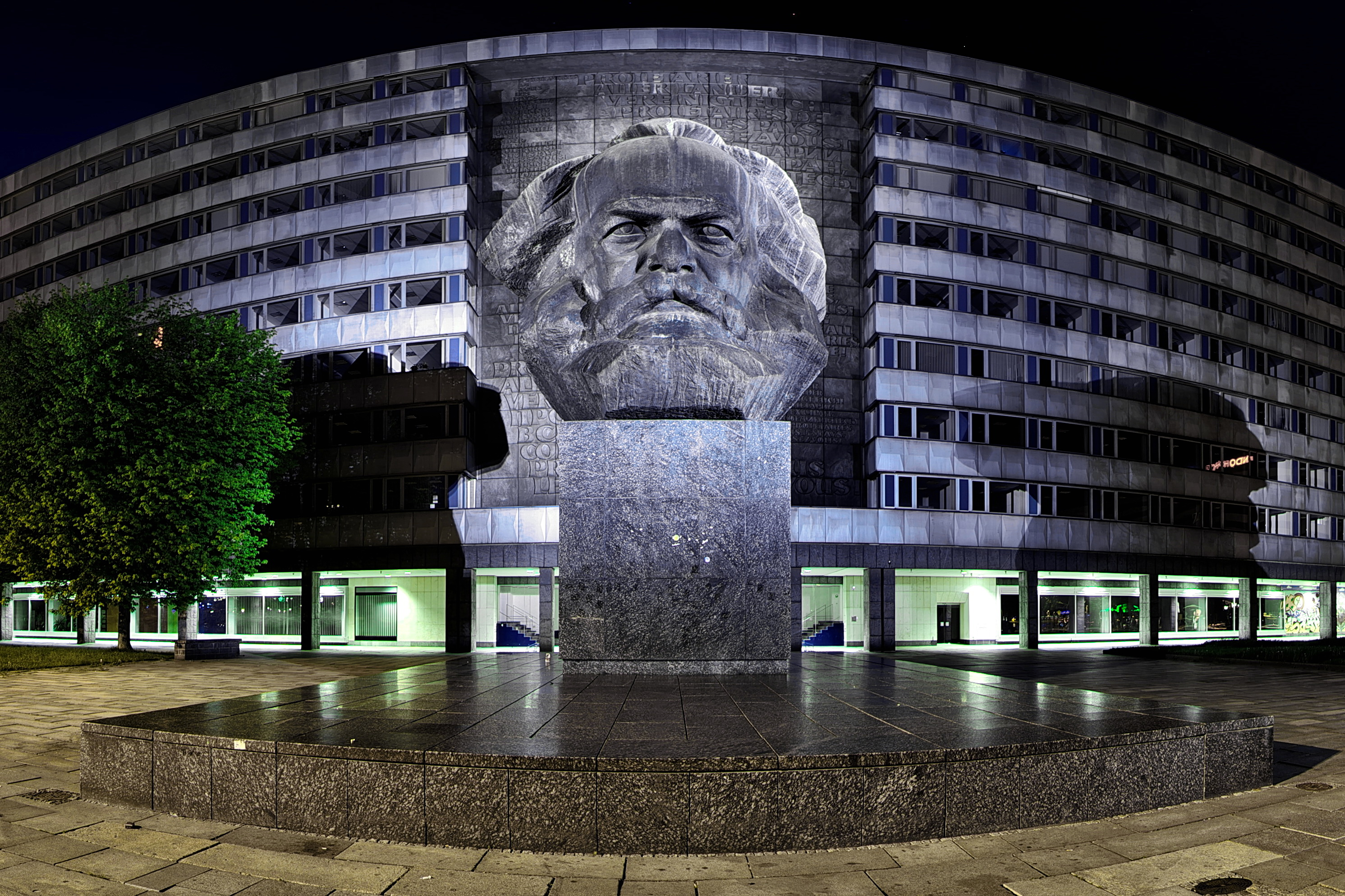

Památník Karla Marxe v Saské Kamenici je 7,1 metrů vysoká bronzová busta Karla Marxe s hmotností okolo 40 tun. Se žulovým podstavcem má památník výšku přes 13 metrů. Součástí pomníku je deska za bustou o rozměrech 15×25 metrů, umístěná na osmipatrovém domě, ve kterém sídlila místní organizace Sjednocené socialistické strany Německa. Desku navrhl německý grafik Helmut Humann ve spolupráci s H. Lanzendorfem a H. Schuhmannem a je na ní nápis „Proletáři všech zemí, spojte se!“ převzatý z Komunistického manifestu. Nápis je v němčině, angličtině, francouzštině a ruštině. 

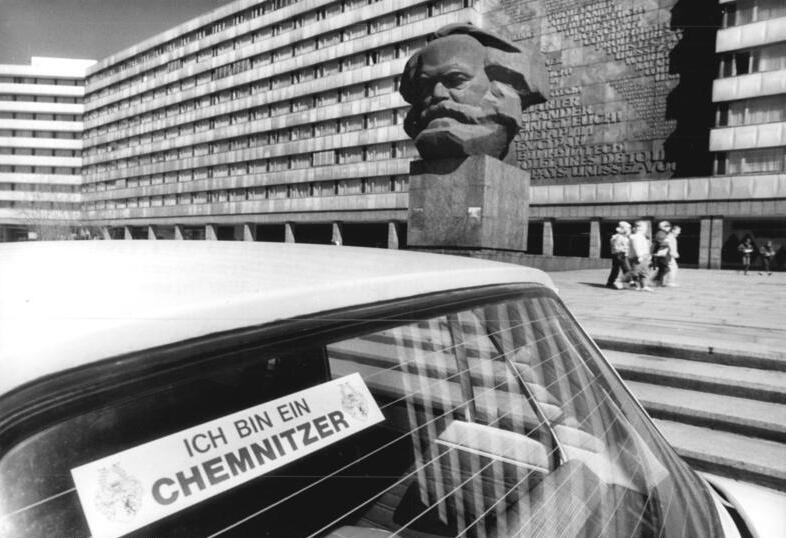
Pomník v dubnu 1990, kdy občané hlasovali o názvu města

Východoněmecká Saská Kamenice (Chemnitz) se 10. května 1953, u příležitosti 70. výročí úmrtí Karla Marxe, přejmenovala na Karl-Marx-Stadt. Začala rozsáhlá přestavba, která měla odpovídat socialistickému urbanismu. 
Sovětský sochař Lev Kerbel vytvořil 17 návrhů na památník, z nichž byl jeden vybrán k realizaci. Busta byla odlita v leningradské slévárně Monument Skulptura v 95 samostatných částech, které byly v Chemnitzi sestaveny do celku. Spojení všech dílů podle sovětské technologie nebylo možné, a proto se prací ujala firma VEB Germania. Podstavec je ze žuly vytěžené u ukrajinského města Kornin v Žytomyrské oblasti.
Památník byl odhalen 9. října 1971 na tehdejší ulici Karl-Marx-Allee (nyní Brückenstraße) za přítomnosti Ericha Honeckera a Marxova pravnuka Roberta-Jeana Longueta. Po zhroucení socialistického režimu se město 31. května 1990 vrátilo k původnímu názvu a proběhla debata o demolici památníku či jeho prodeji. Nakonec si město památník ponechalo. Je druhou nejvyšší bustou na světě. Nejvyšší je busta V. I. Lenina v ruském Ulan-Ude s výškou 7,7 metrů.